# ワイドギャップ半導体
ワイドギャップ半導体（ワイドギャップはんどうたい）とは、バンドギャップの大きい半導体を指す。ここでいう「大きい」は相対的なものではっきりとはしないが、シリコンのバンドギャップが1.12eVであることから、その2倍程度である2.2eV程度以上のバンドギャップを持つ場合にワイドギャップと呼ぶことが多い。
主に、III-V族半導体、特に窒化物半導体は大きなバンドギャップを持ち、ワイドギャップ半導体となる。例えば窒化ガリウムでは、バンドギャップは3.39eVである。また、炭化ケイ素（2.20～3.02eV）、ダイヤモンド（5.47eV）などもワイドギャップ半導体である。
用途としては、発光ダイオードなどの光半導体、液晶ディスプレーに使われる透明電極のほかに低損失のパワーデバイスなどへの応用がある。

ワイドバンドギャップ半導体により、デバイスはシリコンやヒ化ガリウムなどの従来の半導体材料よりもはるかに高い電圧、周波数、温度で動作できる。 それらは緑と青のLEDとレーザーを作るために使用される重要なコンポーネントであり、特定の無線周波数アプリケーション、特に軍用レーダーでも使用される。 それらの本質的な特性により、他の幅広いアプリケーションに適している。また、一般的な半導体用の次世代デバイスの有力候補の1つである。
デバイスが300°Cのオーダーのはるかに高い温度で動作できるようにするためにもバンドギャップの広さは重要である。また、高温耐性は、これらのデバイスが通常の条件下ではるかに高い電力レベルで動作できることを意味する。 さらに、ほとんどのワイドバンドギャップ材料は、従来の半導体の10倍のオーダーのはるかに高い臨界電界密度も持っている。 これらの特性を組み合わせることで、はるかに高い電圧と電流で動作できるようになり、軍事、無線、およびエネルギー変換の設定で非常に貴重になる。  米国エネルギー省は、新しい電気グリッドと代替エネルギーデバイスの基礎技術であると同時に、 電車からプラグイン 電気自動車までの高エネルギー車両で使用される堅牢で効率的なパワーコンポーネントになると考えている。  ほとんどのワイドバンドギャップ材料は高い自由電子速度を持っているため、より高いスイッチング速度で動作でき、無線アプリケーションでの価値が高まる。 単一のワイドギャップ半導体デバイスを使用して完全な無線システムを作成することができ、より高い周波数と電力レベルで動作しながら、個別の信号と無線周波数コンポーネントの必要性を排除する。
ワイドバンドギャップ材料の研究開発は、1970年代以来大規模な投資を受けてきた従来の半導体の研究開発よりも遅れている。 しかし、多くのアプリケーションでの明確な固有の利点は、従来の半導体では見られないいくつかのユニークな特性と相まって、シリコンに代わる日常の電子デバイスでの使用への関心を高めている。 従来の技術が密度プラトーに達しているように見えるので、より高いエネルギー密度を処理する能力は、 ムーアの法則に従うことを続ける試みにとって特に魅力的である。

## 適用分野
広帯域半導体の高い絶縁破壊電圧は、大きな電界を必要とする大電力用途において有用な特性である。
デバイスは高出力、高温アプリケーション用に開発されている。である。窒化ガリウムと炭化ケイ素はどちらも、このような用途に適した強力な材料です。シリコン・カーバイド半導体は、その信頼性と製造の容易さにより、ハイブリッド車や電気自動車の充電効率の簡素化と向上、エネルギー損失の低減、太陽光や風力エネルギー・コンバータの長寿命化、かさばる送電網変電所の不要化など、幅広い利用が期待されている。それらのほとんどは、宇宙計画や軍事システムなどの特殊用途向けに設計されている。これらの製品は、パワー半導体市場全体におけるシリコンの主導的地位を奪うまでには至っていない。
WBGSは、電子の価電子帯と伝導帯との間に大きな距離を必要とするユニークな材料から作られている、1200-1700V以上の電流を流す。その結果、パワー・コンバータのスイッチ、トランジスタ、パワー・ダイオード、その他のパワー・エレクトロニクス・コンポーネントが進化し、より効率的なパワー・エレクトロニクス・システムが可能になった。
より高輝度で長寿命の白色 LED は、多くの状況で白熱電球に取って代わりました。次世代のDVDプレーヤー（Blu-rayおよびHD DVDフォーマット）は、GaNをベースとした紫外レーザーを使用しています